# 灯戏
灯戏是一種非常具有四川地方特色的民間戲曲，屬川剧的五大声腔之一（另外四大声腔是：高、昆、胡、弹），從民间的花灯戏发展而成。
灯戏的代表創作有岳池川剧团的：《裁师爷》、《背新娘》、《赌媳妇》、《收贡银》等。